# 市政府站 (呼和浩特市)
市政府站（蒙古语：ᠬᠣᠲᠠ ᠶᠢᠨ ᠵᠠᠰᠠᠭ ᠤᠨ ᠣᠷᠳᠣᠨ）是呼和浩特地铁1号线的地铁车站，位于中华人民共和国内蒙古自治区呼和浩特市新城区迎新路街道与赛罕区敕勒川路街道交界新华东街与如意路交叉口地下，2019年12月29日開通运营。

## 车站结构
市政府站位于新华东街与如意路交叉口，沿新华东街东西向布置，长度192米，标准段宽度19.7米，为地下两层岛式车站。
| 地面              | 出入口 | A-D出入口 |
| 地下一层          | 站厅   | 客服中心、自动售票机、验票机 |
| 地下二层          | 站台层 | \| \| \| █ 1号线往伊利健康谷（内蒙古博物院） \| \| 島式 · 開左邊车门 \| \| \| \| \| \| █ 1号线往坝堰（机场）（呼和浩特东站） \| |
|                   |        | █ 1号线往伊利健康谷（内蒙古博物院）                                                                                             |
| 島式 · 開左邊车门 |        | |
|                   |        | █ 1号线往坝堰（机场）（呼和浩特东站）                                                                                           |

## 车站出口
市政府站共设4个出口，各出口及周围设施如下所示：
| 出口编号            | 照片 | 地点             | 可到达目的地                         |
| ------------------- | ---- | ---------------- | ------------------------------------ |
| A · 出口            |      | 新华东街（北侧） | 呼和浩特市人民政府                   |
| B · 出口            |      | 新华东街（南侧） | 耕耘大厦                             |
| C · 出口            |      | 新华东街（南侧） | 国际金融大厦、呼和浩特市城市展示中心 |
| D · 出口 · （设有） |      | 新华东街（北侧） |                                      |
| 图例： 设有         |      |                  |                                      |

## 接驳交通

### 公交车
- 市政府：2路、3路、5路、12路、16路、27路、53路、66路、80路、83路、92路、98路、101路、109路、113路、203路、机场巴士1号线、敕勒川草原专线、夜间3号线、夜间7号线、东客站夜间专线、乌兰察布街区间线

## 历史
- 2017年11月8日，车站主体结构封顶[3]。
- 2019年12月29日，本站随1号线通车一同开通[1]。